# Seznam ameriških pisateljev
Seznam ameriških pisateljev.

## A
Edward Abbey -
Taisha Abelar -
Elizabeth Acevedo -
Shawn Achor -
André Aciman -
Kathy Acker -
Mercedes de Acosta -
George Ade -
Tomi Adeyemi -
Tessa Afshar -
James Agee - 
Conrad Aiken -
Amos Bronson Alcott -
Louisa May Alcott -
Tasha Alexander -
Sherman Alexie -
Nelson Algren -
Catherine Anderson -
Laurie Halse Anderson -
Sherwood Anderson -
Maya Angelou -
Daniel Arenson -
Isaac Asimov -
Eleanor Stackhouse Atkinson -
Jean M. Auel - Paul Auster -
Michael Avallone -
Victoria Aveyard -

## B
Richard Bach -
David Baldacci -
James Baldwin -
John Kendrick Bangs -
Benjamin Banneker - 
Amiri Baraka -
John Barth -
Donald Barthelme - 
Greg Bear -
Harriet Beecher-Stowe -
David Belasco -
Saul Bellow -
Robert Benchley -
Stephen Vincent Benét -
Lucia Berlin -
Ambroise Bierce - 
William Peter Blatty -
Robert Bly -
Ben Bova -
Ray Bradbury -
Max Brand -
Richard Brautigan -
Tracy Brogan - Louis Bromfield -
Brené Brown -
Dan Brown - 
Margaret Wise Brown -
Art Buchwald -
Pearl S. Buck -
Charles Bukowski -
Kenneth Burke - 
Frances Hodgson Burnett -
George Burns -
Edgar Rice Burroughs -
William S. Burroughs -
Octavia E. Butler -
Catherine Bybee -

## C
James Branch Cabell -
George Washington Cable -
Abraham Cahan -
James M. Cain -
Rachel Caine -
Erskine Caldwell -
Taylor Caldwell -
L. Sprague de Camp -
Truman Capote -
Dale Carnegie -
John Dickson Carr -
Rachel Carson -
Chérie Carter-Scott -
Raymond Carver - 
Kiera Cass -
Carlos Castaneda -
Willa Cather -
George Catlin -
Elizabeth Catte -
Diane Chamberlain -
Paddy Chayefsky -
Stephen Chbosky -
John Cheever -
Tom Clancy -
Mary Higgins Clark -
James Clavell -
Harlan Coben -
Lyn Coffin -
Teju Cole -
Pat Conroy -
James Fenimore Cooper - Melanie Craft - Hannah Crafts -
Stephen Crane -
Michael Crichton -
E. E. Cummings - Michael Cunningham

## D
Edwidge Danticat - 
Margaret Deland -
Jude Deveraux -
Bernard DeVoto -
Philip Kindred Dick -
E. L. Doctorow -
Anthony Doerr -
Florinda Donner -
Lloyd C. Douglas -
Frederick Douglass -
Rita Dove -
Theodore Dreiser -

## E
Max Eastman -
David Eddings -
Loren Eiseley -
Bret Easton Ellis - 
Ralph Waldo Ellison -
Ralph Waldo Emerson -
Paul Ernst -
John Erskine - Jeffrey Eugenides -
Nir Eyal

## F
Howard Fast -
William Faulkner -
Edna Ferber -
F. Scott Fitzgerald -
Zelda Fitzgerald -
Paul Fleischman -
Sid Fleischman -
Gillian Flynn -
Paula Fox -
Benjamin Franklin -
Jonathan Franzen -
Mary Eleanor Wilkins Freeman -

## G
Erle Stanley Gardner - Neville Garrick - Ina May Gaskin - Tess Gerritsen - William Gibson -  Elizabeth Gilbert - Anand Giridharadas - Michael Gold - Paul Goodman - Noah Gordon - Oskar Maria Graf - Brian Greene - Robert Joseph Greene - Zane Grey - John Grisham - Winston Groom - Ursula Kroeber Le Guin

## H
Hans Habe -
Joe Haldeman -
Edward Everett Hale -
Alex Haley -
Dashiell Hammett -
Jack Hanrahan -
Bret Harte -
Kent Haruf -
Nathaniel Hawthorne - 
Louise Hay -
Joseph Heller - 
Ernest Hemingway -
Tony Hillerman -
Aleksandar Hemon -
O. Henry -
Frank Herbert - 
Patricia Highsmith - Tony Hillerman -
Tami Hoag -
Ryan Holiday -
Julia Ward Howe -
Hannah Howell -
Hugh Howey - Zora Neale Hurston (1891–1960)

## I
John Irving -
Washington Irving -
Walter Isaacson -

## J
Shirley Jackson -
Harriet Ann Jacobs -
Eloisa James -
Henry James -
Pam Jenoff -
Erika Johansen -
Rian Johnson -
James Jones -

## K
Erin Entrada Kelly -
Rockwell Kent -
Sherrilyn Kenyon -
Jack Kerouac - Ken Kesey -
Aline Murray Kilmer -
Joyce Kilmer -
Stephen King -
Lisa Kleypas -
Charles Knowlton -
Dean Koontz -
Judith Krantz -
James Howard Kunstler -

## L
Jennifer Laam -
Oliver La Farge -
Thomas Lakeman -
Joe R. Lansdale -
Ring Lardner -
Sophie Lark -
Caroline Leavitt -
Harper Lee -
Madeleine L'Engle -
Reinhard Lettau -
Ira Levin -
Sinclair Lewis -
Johanna Lindsey -
Leo Lionni -
Jack London -
Anita Loos -
Howard Phillips Lovecraft -
Robert Ludlum -

## M
John D. MacDonald -
Norman Mailer -
Bernard Malamud -
George R. R. Martin - Harry Mathews -
William Keepers Maxwell -
Frances Mayes -
Ed McBain -
Cormac McCarthy -
Michael McClure -
Carson McCullers -
Freida McFadden -
Cody McFadyen -
Mignon McLaughlin -
Russell Means -
Teresa Medeiros -
Herman Melville - Stephenie Meyer - James A. Michener - 
Henry Miller -
Margaret Mitchell -
Robert Mitchum -
Rutherford Montgomery - 
Toni Morrison -
Walter Mosley -
Audie Leon Murphy -

## N
N. Richard Nash -
William Cooper Nell -
Celeste Ng -
Viet Thanh Nguyen -
Anaïs Nin -
Akua Njeri -
Frank Norris -
Naomi Novik - Sigrid Nunez

## O
Joyce Carol Oates -
Aline Ohanesian -
Frank O'Hara -
John O'Hara -
Martha Ostenso - Cynthia Ozick

## P
Thomas Nelson Page -
R. J. Palacio -
Chuck Palahniuk -
Robert Palmer -
Dorothy Parker -
Gordon Parks -
John Dos Passos -
Allison Pataki -
James Patterson -
S. J. Perelman -
David Perlmutter -
Julia Peterkin -
Julia Phillips -
Susan Elizabeth Phillips - Clarissa Pinkola Estés -
Sylvia Plath - Abraham Polonsky -
Edgar Allan Poe - 
Katherine Ann Porter -
James Van Praagh -
Hugh Prather -
Annie Proulx -
Mario Puzo - 
Thomas Pynchon -

## R
George Rabasa -
Bob Rafelson - Ayn Rand -
Marjorie Kinnan Rawlings -
Ishmael Reed -
Katya Reimann -
Paul Reiser - 
Jason Rekulak -
H. A. Rey -
Margret Rey -
Adrienne Rich -
James Whitcomb Riley -
Mary Roberts Rinehart -
Nora Roberts -
Philip Roth (1933-2018) -
Veronica Roth -
Sylvia Rouss -

## S
Kira Salak -
Floyd Salas -
Jerome D. Salinger -
Lucy Sante -
William Saroyan - George Saunders -
Maurice Sendak -
Irwin Shaw - 
Gary Shteyngart - 
Shel Silverstein -
Clifford Donald Simak -
Upton Sinclair -
Isaac B. Singer -
Floyd Skloot -
Karin Slaughter -
Walter Bedell Smith - Rebecca Solnit -
Susan Sontag -
Frank Soos -
Nicholas Sparks -
Gertrude Stein - 
John Steinbeck -
James Still -
Irving Stone - 
Douglas Stuart -
Peter Straub -
Cheryl Strayed -
William Styron -
Jacqueline Susann -

## T
Shannon Takaoka -
Gay Talese -
Amy Tan -
Deborah Tannen -
Donna Tartt -
Edwin Way Teale -
James Thayer -
Hunter S. Thompson -
Anna Todd -
John Toland -
Jia Tolentino -
Lawrence Treat -
David Treuer -
Monique Truong - 
Harry Turtledove -
Mark Twain -

## U
John Updike - Leon Uris -

## V
Andrew Vachss - Jack Vance - Gore Vidal - Kurt Vonnegut - Peter De Vries -

## W
Alice Walker -
David Foster Wallace -
Robert James Waller -
Velma Wallis -
Noah Webster -
Nathanael West -
Jeri Westerson -
Tara Westover -
Edith Wharton - 
E. B. White -
Lionel White -
Colson Whitehead -
Elie Wiesel -
Thornton Wilder - John Edward Williams -
Tennessee Williams - Elvia Wilk -
Thomas Wolfe - Richard Wright (pisatelj)

## Y
Herbert Osborne Yardley -

## Z
Cecily von Ziegesar -